# IHF-Pokal 1990/91
Am IHF-Pokal 1990/91 nahmen 26 Handball-Vereinsmannschaften teil, die sich in der vorangegangenen Saison in ihren Heimatligen für den Wettbewerb qualifiziert hatten. Es war die 10. Austragung des IHF-Pokals. Der Titelverteidiger war SKIF Krasnodar. Im Finale konnte sich RK Borac Banja Luka gegen ZSKA Moskau durchsetzen.

## Modus
Alle Runden inklusive des Finales wurden im K.-o.-System mit Hin- und Rückspiel durchgeführt. Atlético Madrid, SKP Bratislava, HB Venissieux Lyon, Borac Banja Luka, TUSEM Essen und SKIF Krasnodar zogen durch Freilos in die 2. Runde ein.

## 1. Runde
|                     | Gesamt  |                       | Hinspiel | Rückspiel |
| ------------------- | ------- | --------------------- | -------- | --------- |
| HC Herstal          | 36:35   | Amicitia Zürich       | 16:16    | 20:19     |
| Wisła Płock         | 45:47   | SC Empor Rostock      | 24:18    | 19:29     |
| HV Tachos Waalwijk  | 43:37   | SSV Forst Brixen      | 24:11    | 19:26     |
| HC Minaur Baia Mare | 44:43   | SC Szeged             | 23:16    | 21:27     |
| Fola Esch           | 29:50   | UHK Volksbank Wien    | 15:24    | 16:26     |
| IF Urædd            | 36:45   | Redbergslids IK       | 16:20    | 20:25     |
| Ionikos Athen       | 36:36 * | Arcelik Istanbul      | 25:14    | 11:22     |
| FC Porto            | 59:49   | Maccabi Rishon LeZion | 26:22    | 33:27     |
| Stjarnan Garðabær   | 50:52   | Helsingør IF          | 27:25    | 23:27     |
| ZSKA Moskau         | 64:35   | Pargas IF             | 33:16    | 31:19     |

## 2. Runde
|                     | Gesamt |                    | Hinspiel | Rückspiel |
| ------------------- | ------ | ------------------ | -------- | --------- |
| HC Herstal          | 38:46  | Borac Banja Luka   | 20:20    | 18:26     |
| SC Empor Rostock    | 56:41  | HV Tachos Waalwijk | 25:15    | 31:26     |
| HC Minaur Baia Mare | 38:45  | TUSEM Essen        | 20:21    | 18:24     |
| UHK Volksbank Wien  | 37:36  | SKIF Krasnodar     | 19:19    | 18:17     |
| Redbergslids IK     | 25:49  | HB Venissieux Lyon | 15:27    | 10:22     |
| Arcelik Istanbul    | 40:58  | ŠKP Bratislava     | 16:26    | 24:32     |
| FC Porto            | 43:53  | Atlético Madrid    | 23:26    | 20:27     |
| Helsingør IF        | 42:43  | ZSKA Moskau        | 19:17    | 23:26     |

## Viertelfinals
|                    | Gesamt  |                  | Hinspiel | Rückspiel |
| ------------------ | ------- | ---------------- | -------- | --------- |
| SC Empor Rostock   | 32:39   | Borac Banja Luka | 18:22    | 14:17     |
| UHK Volksbank Wien | 28:43   | TUSEM Essen      | 16:16    | 12:27     |
| HB Venissieux Lyon | 40:40 * | ŠKP Bratislava   | 24:20    | 16:20     |
| Atlético Madrid    | 37:43   | ZSKA Moskau      | 17:21    | 20:22     |

## Halbfinals
|                | Gesamt  |                  | Hinspiel | Rückspiel |
| -------------- | ------- | ---------------- | -------- | --------- |
| TUSEM Essen    | 36:36 * | Borac Banja Luka | 24:17    | 12:19     |
| ŠKP Bratislava | 35:52   | ZSKA Moskau      | 21:23    | 14:29     |

## Finale
|                  | Gesamt |             | Hinspiel | Rückspiel |
| ---------------- | ------ | ----------- | -------- | --------- |
| Borac Banja Luka | 43:39  | ZSKA Moskau | 20:15    | 23:24     |